# Фьюгейт, Кэрил
Кэ́рил Энн Фью́гейт (англ. Caril Ann Fugate) — самая юная преступница за всю историю США, осуждённая за убийство 1-й степени.

## Биография
Кэрил Энн Фьюгейт родилась 30 июля 1943 года в Линкольне, штат Небраска, США. Она была вторым из троих детей в семье. Жила вместе с матерью Вельдой Фьюгейт, отчимом Мэрионом Бартлеттом и младшей сестрой. В 1956 году, когда ей было 13 лет, начались её отношения с Чарльзом Старквезером (англ. Charles Starkweather), который был на 4,5 года старше её. Вместо того, чтобы окончить школу, страдающий комплексом неполноценности, заиканием, близорукостью и низкорослостью Чарльз с 16 лет работал грузчиком на складе Western Newspaper Union.
Фьюгейт утверждала, что 21 января 1958 года она пришла домой и обнаружила, что Старквезер застрелил её отчима Мариона Бартлетта (Marion Bartlett) и её мать, Вельду (Velda). Затем Старквезер начал душить её маленькую сводную сестру Бетти Джин (Betty Jean) и убил её ударом ножа либо приклада. В течение последующих шести дней пара жила в доме, прогоняя прочь всех визитёров под предлогом гриппа, что вызвало подозрения у родственников Фьюгейт. Старквезер и Фьюгейт бежали с места преступления, двигаясь через Небраску. По дороге, по их заверению, они ограбили и убили ещё восемь человек, прежде чем были арестованы 29 января 1958 года.
Следствие предположило, что сообщница Чарльза не просто смотрела, как её возлюбленный разделывается с другими. В одном случае она направила на школьников, юношу и девушку, ружьё калибра .410 в машине, пока Старквезер грабил их. Ему удалось найти 4 доллара. После этого школьники были застрелены. Девушка была найдена полураздетой с несколькими ножевыми ранениями живота, которые были нанесены после выстрела. Соучастники преступления обвиняли друг друга в убийстве этой девушки, но Старквезер открыто признался в убийстве юноши.
21 ноября 1958 года Фьюгейт была осуждена за два эпизода убийства первой степени и, по крайней мере, за один эпизод угрозы огнестрельным оружием. Жюри не поверило ей, когда она заявила, что Старквезер держал её в заложниках. В ходе разбирательства выяснилось, что шансов сбежать у неё было более чем достаточно. В итоге Кэрил Энн Фьюгейт была приговорена к пожизненному лишению свободы без права на условно-досрочное освобождение в течение первых 15 лет, с отбыванием в Исправительном центре для женщин штата Небраска в Йорке, штат Небраска (York, Nebraska). Старквезер был казнён на электрическом стуле в ночь с 24 июня на 25 июня 1959 года. Будучи примерной заключённой, после 17 лет отбывания наказания, в июне 1976 года, Кэрил Фьюгейт была освобождена условно-досрочно.
После условно-досрочного освобождения Кэрил сменила фамилию и проживала в Лансинге, штат Мичиган, где работала санитаром в местной больнице и не контактировала с прессой, дав только одно интервью по телефону 8 августа 1996 года. В 2007 вышла замуж за машиниста и метеоролога Национальной метеорологической службы Фредерика Клэра, который был на 11 лет старше её. После этого они переехали в Страйкер в Огайо.
5 августа 2013 года Кэрил вместе с мужем попала в автокатастрофу, где он погиб, а она серьёзно пострадала, но осталась жива. В феврале 2020 года Фьюгейт пыталась добиться своей полной реабилитации и снятия всех обвинений за соучастие в убийствах, однако суд в июле того же года отказал в удовлетворении иска.
Несанкционированная биография Кэрил Фьюгейт под названием «Кэрил» (Caril) была написана Нинетт Бивер (Ninette Beaver).